# Natalie Pluskota
Natalie Ann Pluskota (2 november 1989) is een voormalig tennisspeelster uit de Verenigde Staten van Amerika.
Pluskota's favoriete ondergrond is gravel.
In 2011 won zij haar eerste ITF-toernooi, samen met Alexandra Cercone in Atlanta.
Pluskota studeerde sportmanagement aan de Universiteit van Tennessee.
Na haar professionele tenniscarrière werd Pluskota tenniscoach.